# Giuseppe Motta
Pour les articles homonymes, voir Motta.
Giuseppe Motta, né le 29 décembre 1871 à Airolo (originaire du même lieu) et mort le 23 janvier 1940 à Berne, est une personnalité politique suisse, membre du Parti populaire catholique (devenu Parti conservateur populaire en 1912).
Il est conseiller fédéral de 1912 à 1940, président de la Confédération à cinq reprises (1915, 1920, 1927, 1932 et 1937), président de l’Assemblée générale de la Société des Nations entre 1924 et 1925 et président d'honneur de la Conférence mondiale pour le désarmement en 1932.
Il est à l'initiative[à vérifier] de l'implication de Pro Juventute, dont il est membre, dans le programme de placement forcé « Les enfants de la grand-route », qui visait les familles yéniches et manouches, et qui est reconnu comme un crime contre l'humanité par la Suisse en 2025.

## Biographie

### Parcours politique
Il est élu au Conseil fédéral le 14 décembre 1911 (40e conseiller fédéral de l'histoire[réf. nécessaire]). Réélu à neuf reprises, il est pendant sept ans à la tête du Département des finances et des douanes, puis pendant 20 ans, à partir du 1er janvier 1920 à la tête du Département politique.
Il est président de la Confédération à cinq reprises, en 1915, 1920, 1927, 1932 et 1937.